# Bulbophyllum trifolium
Bulbophyllum trifolium là một loài phong lan thuộc chi Bulbophyllum.